# Telmatoscopus volvistyla
Telmatoscopus volvistyla är en tvåvingeart som beskrevs av Quate 1967. Telmatoscopus volvistyla ingår i släktet Telmatoscopus och familjen fjärilsmyggor. Inga underarter finns listade i Catalogue of Life.